# Michael O'Kennedy
Michael O'Kennedy (Nenagh, 21 februari 1936 – Dublin, 15 april 2022) was een politicus van Ierse afkomst. Voor zijn partij Fianna Fáil was hij onder meer minister van Financiën, minister van Buitenlandse Zaken, minister van Landbouw en Europees commissaris.

## Jeugd
O'Kennedy werd geboren in Nenagh. Zijn familie had nauwe banden met Sinn Féin en de IRA. Hij werd onderwezen op de lokale basisschool St. Mary. Op latere leeftijd zat O'Kennedy op de kostschool St. Flannan's College in Ennis. Gedurende een korte periode studeerde hij voor priester. In 1953 verwierf O'Kennedy een plek op de Universiteit van Dublin. Hij studeerde Rechten.

## Loopbaan

### Beginperiode (1957-1973)
In 1957 werd O'Kennedy lid van de partij Fianna Fáil. Acht jaar later deed hij mee aan de parlementsverkiezingen, maar wist geen zetel te winnen. Niet veel later kreeg O'Kennedy een zetel in de Ierse Senaat. O'Kennedy werd woordvoerder van onder andere financiën en onderwijs. In 1969 werd hij alsnog gekozen voor het Huis van Afgevaardigden. In december 1972 werd O'Kennedy door taioseach Jack Lynch benoemd tot minister zonder portefeuille. Een maand later werd hij benoemd tot minister van Vervoer en Energie. Na slechts twee maanden moest de regering van Lynch aftreden.

### Ministerschap en Europees commissaris (1973-1992)
Tussen 1973 en 1977 was O'Kennedy woordvoerder van Buitenlandse Zaken. In 1975 maakte hij zijn aspiraties voor het leiderschap van de partij bekend. O'Kennedy was een tegenstander van een onafhankelijk Noord-Ierland en stelde een document op waarin hij het Verenigd Koninkrijk verzocht tot de acute terugtrekking van de Britse overheid. Het document veroorzaakte een breuk binnen het partijbestuur van Fianna Fáil. Het officiële beleid van de partij was pacificatie van het conflict, maar O'Kennedy kon rekenen op de steunen van de republikeinse achterban.
De partij Fianna Fáil haalde een grote overwinning in de parlementsverkiezingen van 1977 en mocht een nieuw kabinet vormen. O'Kennedy werd minister van Buitenlandse Zaken in het kabinet van Jack Lynch. In 1979 kondigde Lynch onverwachts zijn vertrek als taoiseach en partijleider aan. De strijd om het partijvoorzitterschap ging tussen George Colley en Charles Haughey. Colley was geliefd bij het vertrekkende bestuur en een meerderheid van het kabinet, terwijl Haughey op de steun van ontevreden partijleden kon rekenen. Een dag voor de cruciale beslissing over het partijvoorzitterschap sprak O'Kennedy als enige minister in het kabinet zijn voorkeur uit voor Haughey. Zijn loyaliteit werd gewaardeerd. Haughey benoemde hem in zijn eerste kabinet als minister van Financiën.
Tussen 1979 en 1981 was O'Kennedy minister van Financiën. In januari 1981 trad hij af vanwege zijn benoeming tot Europees commissaris. Hij kreeg de portefeuilles Eurostat, Organisatie, Personeel, Publicaties en Vertaaldienst. O'Kennedy was teleurgesteld dat hij niet tot vicepresident was benoemd. Hij kreeg geen voldoening uit zijn werk als Europees commissaris. O'Kennedy verlangde terug naar de Ierse politiek, die begin jaren tachtig in een onstabiele periode verkeerde. Hij besloot mee te doen aan de parlementsverkiezingen van februari 1982. O'Kennedy werd opnieuw gekozen en nam ontslag als Europees commissaris. Taoiseach Haughey gaf hem geen nieuwe positie in het kabinet.
De partij Fianna Fáil kwam eind 1982 in de oppositie terecht. Bij de parlementsverkiezingen van 1987 werd de partij de grootste en mocht het een nieuw kabinet vormen. Haughey benoemde O'Kennedy tot minister van Landbouw. O'Kennedy werd binnen de agrarische gelederen gewaardeerd als minister. In november 1991 ontstonden er problemen binnen het partijbestuur van Fianna Fáil. Haughey werd uitgedaagd door minister van Financiën, Albert Reynolds. Reynolds verloor de strijd om het partijvoorzitterschap. In het nieuwe kabinet werd O'Kennedy minister van Arbeid.
In februari 1992 besloot Charles Haughey af te treden als partijvoorzitter en taiosearch. Albert Reynolds werd door het partijbestuur benoemd tot partijvoorzitter. Reynolds verving O'Kennedy en vijf andere kabinetsleden voor politici die meer loyaal aan Reynolds waren. De politieke carrière van O'Kennedy kwam daarmee ten einde.

## Overlijden
Michael O'Kennedy overleed in 2022 na een kort ziekbed op 86-jarige leeftijd in het ziekenhuis van Dublin.
- Parlement.com: vi2jm5xh9rzy

 Frans Andriessen ·  Richard Burke ·  Claude Cheysson* ·  Giorgios Contogeorgis ·  Poul Dalsager ·  Étienne Davignon ·  Antonio Giolitti ·  Finn Olav Gundelach** ·  Wilhelm Haferkamp ·  Karl-Heinz Narjes ·  Lorenzo Natali ·  Michael O'Kennedy* ·  François-Xavier Ortoli ·  Edgard Pisani ·  Ivor Richard ·  Gaston Thorn ·  Christopher Tugendhat 
  * afgetreden, ** overleden 